# Alfabet romanès
L'alfabet romanès és una variant de l'alfabet llatí utilitzat per escriure la llengua romanesa. Consta de 31 lletres, cinc de les quals (Ă, Â, Î, Ș i Ț) s'han modificat dels seus originals llatins per als requisits fonètics de la llengua:
| Lletra | Nom           |
| ------ | ------------- |
| A, a   | a             |
| Ă, ă   | ă             |
| Â, â   | î / î din a   |
| B, b   | be / bî       |
| C, c   | ce / cî       |
| D, d   | de / dî       |
| E, e   | e             |
| F, f   | ef / fe / fî  |
| G, g   | ge / ghe / gî |
| H, h   | haș / ha / hî |
| I, i   | i             |

| Lletra | Nom          |
| ------ | ------------ |
| Î, î   | î / î din i  |
| J, j   | je / jî      |
| K, k   | ca / capa    |
| L, l   | el / le / lî |
| M, m   | em / jo / mî |
| N, n   | en / ne / ni |
| O, o   | o            |
| P, p   | pe / pî      |
| Q, q   | chiu (/ky/)  |
| R, r   | er / re / rî |
| S, s   | es / se / sî |

| Lletra | Nom                 |
| ------ | ------------------- |
| Ș, ș   | șe / șî             |
| T, t   | te / tî             |
| Ț, ț   | țe / țî             |
| U, u   | u                   |
| V, v   | ve / vî             |
| W, w   | dublu ve / dublu vî |
| X, x   | ics                 |
| Y, y   | igrec / i grec      |
| Z, z   | ze / zet / zed / zî |

Les lletres Q (chiu), W (dublu v) i Y (igrec o i grec) es van introduir formalment a l'alfabet romanès l'any 1982, tot i que s'havien utilitzat anteriorment. Només apareixen en paraules estrangeres i els seus derivats romanesos, com ara quasar (quàsar), watt i yacht (iot). La lletra K, encara que relativament més antiga, també s'utilitza rarament i només apareix en noms propis i neologismes internacionals com ara kilogram, broker, karate. Aquestes quatre lletres encara es perceben com a estrangeres, la qual cosa explica el seu ús amb finalitats estilístiques en paraules com nomenklatură (normalment nomenclatură, que significa "nomenclatura", però de vegades s'escriuen amb k en comptes de c si es refereixen a membres de la direcció comunista a la Unió Soviètica). i els països del Bloc de l'Est, com s'utilitza Nomenklatura en anglès).
En els casos en què la paraula és un préstec directe amb signes diacrítics no presents a l'alfabet anterior, l'ortografia oficial tendeix a afavorir-ne l'ús (München, Angoulême, etc.).

## Lletres especials

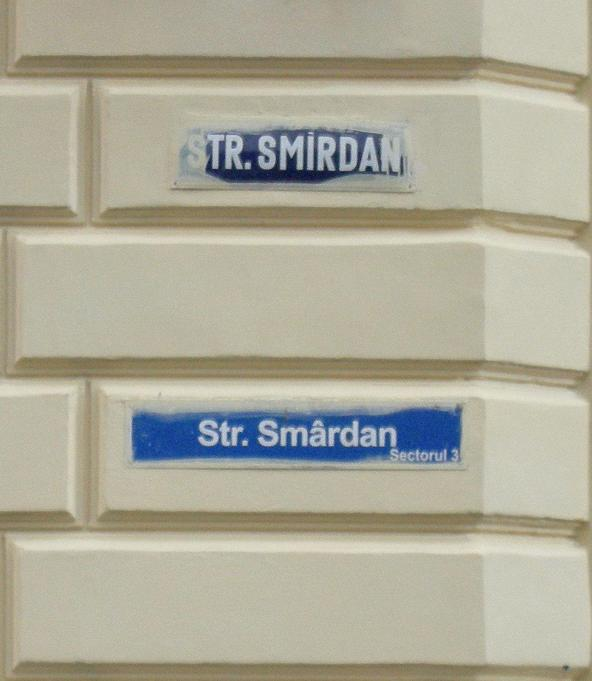
Senyals de carrer anteriors (a dalt) i posteriors a 1993 (a baix) a Bucarest, que mostren les dues grafies diferents del mateix nom

L'ortografia romanesa no utilitza accents ni signes diacrítics – són símbols secundaris afegits a les lletres (és a dir, glifs bàsics) per alterar-ne la pronunciació o per distingir paraules. Hi ha, però, cinc lletres especials en l'alfabet romanès (associades a quatre sons diferents) que es formen modificant altres lletres llatines; En sentit estricte, aquestes lletres funcionen com a glifs bàsics per dret propi en lloc de lletres amb signes diacrítics, però sovint se'ls coneix com a aquests últims.
- Ă ă — a amb breu – per al so /ə/
- Â â — a amb circumflex — per al so /ɨ/
- Î î — i amb circumflex — per al so /ɨ/
- Ș ș — s amb coma – per al so /ʃ/
- Ț ț — t amb coma — per al so /t͡s/

La lletra â s'utilitza exclusivament al mig de les paraules; la seva versió majuscula només apareix en inscripcions amb majúscules.
L'Acadèmia Romanesa considera incorrecte escriure les lletres ș i ț amb una cedilla en lloc de la coma. Els escrits romanesos, inclosos els llibres creats per ensenyar als nens a escriure, tracten la coma i la cedilla com una variació de tipus de lletra. Vegeu Unicode i HTML a continuació.

### Î i Â
Les lletres î i â són idèntiques fonèticament i funcionalment. La raó d'utilitzar-les és històrica, que denota l'origen llatí de la llengua.
Durant unes dècades fins a una reforma ortogràfica l'any 1904, s'havien utilitzat fins a quatre o cinc lletres per al mateix fonema (â, ê, î, û, i ocasionalment ô), segons una norma etimològica. Totes s'utilitzaven per representar la vocal /ɨ/, cap a la qual havien convergit les vocals llatines originals escrites amb circumflexes. La reforma de 1904 va veure que només quedaven dues lletres, â i î, l'elecció de les quals seguia unes regles que van canviar diverses vegades durant el segle xx.
Durant la primera meitat del segle, la regla era utilitzar î en posicions inicials i finals de paraula, i â a tot arreu. Hi havia excepcions, imposant l'ús de î en posicions internes quan les paraules es combinaven o es derivaven amb prefixos o sufixos. Per exemple, l'adjectiu urît "lleig" s'escrivia amb î perquè deriva del verb a urî "odiar".
El 1953, durant l'època comunista, l'Acadèmia Romanesa va eliminar la lletra â, substituint-la per î a tot arreu, inclòs el nom del país, que s'havia d'escriure Romînia. La primera estipulació va coincidir amb la designació oficial del país com a República Popular, la qual cosa significava que el seu títol complet era Republica Populară Romînă. Una reforma ortogràfica menor l'any 1964 va recuperar la lletra â, però només en l'ortografia de român "Romanès" i tots els seus derivats, inclòs el nom del país. Com a tal, la República Socialista proclamada el 1965 s'associa amb la grafia Republica Socialistă România.
Poc després de la caiguda del govern Ceaușescu, l'Acadèmia Romanesa va decidir reintroduir â a partir de 1993, cancel·lant els efectes de la reforma ortogràfica de 1953 i tornant essencialment a les normes de 1904 (amb algunes diferències). La mesura es va justificar públicament com la rectificació d'un assalt comunista a la tradició o d'una influència soviètica en la cultura romanesa, i com un retorn a una grafia tradicional que porta la marca de l'origen llatí de la llengua. El context polític de l'època, però, era que l'Acadèmia Romanesa era considerada en gran part com una institució comunista i corrupta: Nicolae Ceaușescu i la seva dona Elena n'havien estat membres honorats, i la seva adhesió estava controlada pel Partit Comunista. Com a tal, la reforma ortogràfica de 1993 va ser vista com un intent de l'Acadèmia de trencar amb el seu passat comunista. L'Acadèmia va convidar la comunitat nacional de lingüistes així com els lingüistes estrangers especialitzats en romanès a discutir el problema; quan aquests es van oposar de manera aclaparadora a la reforma ortogràfica en termes vehements, la seva posició va ser desLletrada explícitament per ser massa científica.
Segons la reforma de 1993, l'elecció entre î i â es basa, doncs, de nou en una regla que no és ni estrictament etimològica ni fonològica, sinó posicional i morfològica. El so sempre s'escriu com A, excepte al principi i a la fi de les paraules, on I és per ser utilitzat al seu lloc. Les excepcions inclouen els noms propis on l'ús de les lletres està congelat, sigui quin sigui, i les paraules compostes, els components de les quals estan subjectes per separat a la regla (per exemple, ne- + îndemânatic → neîndemânatic "maldestre", no * neândemânatic). Tanmateix, l'excepció ja no s'aplica als mots derivats amb sufixos, en contrast amb la norma de 1904; per exemple el que s'escriuva urît després de 1904 esdevingué urât després de 1993.
Tot i que la reforma es va promoure com un mitjà per mostrar l'origen llatí del romanès, estadísticament només algunes de les paraules escrites amb â segons la reforma de 1993 en realitat deriven de paraules llatines que tenen una a a la posició corresponent. De fet, això inclou un gran nombre de paraules que contenien una i en el llatí original i que s'escriuen de manera similar amb i en els seus homòlegs italià o espanyol. Alguns exemples inclouen rîu "riu", del llatí rivus (compareu el río), ara escrit râu; juntament amb rîde < ridere, sîn < sinus, strînge < stringere, lumînare < luminaria, etc.
Tot i que la norma ortogràfica de 1993 és obligatòria a l'ensenyament i a les publicacions oficials romaneses, i a poc a poc la majoria de les altres publicacions van arribar a utilitzar-la, encara hi ha persones, publicacions i editorials que prefereixen la norma ortogràfica anterior o un sistema híbrid mixt propi. Entre ells hi ha el setmanari cultural Dilema Veche i el diari Gazeta Sporturilor, mentre que algunes publicacions permeten als autors triar qualsevol norma ortogràfica; aquests inclouen România literară, revista de la Unió d'Escriptors de Romania, i editorials com Polirom. També s'han publicat diccionaris, gramàtiques i altres treballs lingüístics amb la î i sînt molt després de la reforma de 1993.
En última instància, el conflicte resulta de dos raonaments lingüístics diferents sobre com escriure /ɨ/. L'elecció de â deriva d'un ésser el més mitjà o central de les cinc vocals (la romanització oficial búlgara utilitza la mateixa lògica, escollint una per a ъ, donant com a resultat que el nom del país s'escriu Balgariya ; i també la vocal portuguesa europea /ɐ/ per a un esmentat anteriorment), mentre que î és un intent de triar la lletra llatina que escriu de manera més intuïtiva el so /ɨ/ (de la mateixa manera que el polonès utilitza la lletra y).

### Coma sota (ș i ț) versus cedilla (ș i ț)
Tot i que l'estàndard de l'Acadèmia Romanesa exigeix les variants sota coma per als sons /ʃ/ i /t͡s/, les variants de cedilla encara s'utilitzen àmpliament. Molts textos impresos i en línia encara utilitzen incorrectament "s amb cedilla" i "t amb cedilla". Aquest estat de coses es deu a una manca inicial d'estandardització de glifs, agreujada per la manca de suport de tipus de lletra de l'ordinador per a les variants de sota de comes (vegeu la secció Unicode per a més detalls).
La manca de suport per als signes diacrítics de comes s'ha corregit en les versions actuals dels principals sistemes operatius: Windows Vista o més recent, distribucions de Linux després del 2005 i les versions de Mac OS compatibles actualment. Tal com va ordenar la Unió Europea, Microsoft va publicar una actualització de fonts per corregir aquesta deficiència a Windows XP a principis de 2007, poc després que Romania s'unís a la Unió Europea.

### Lletres obsoletes

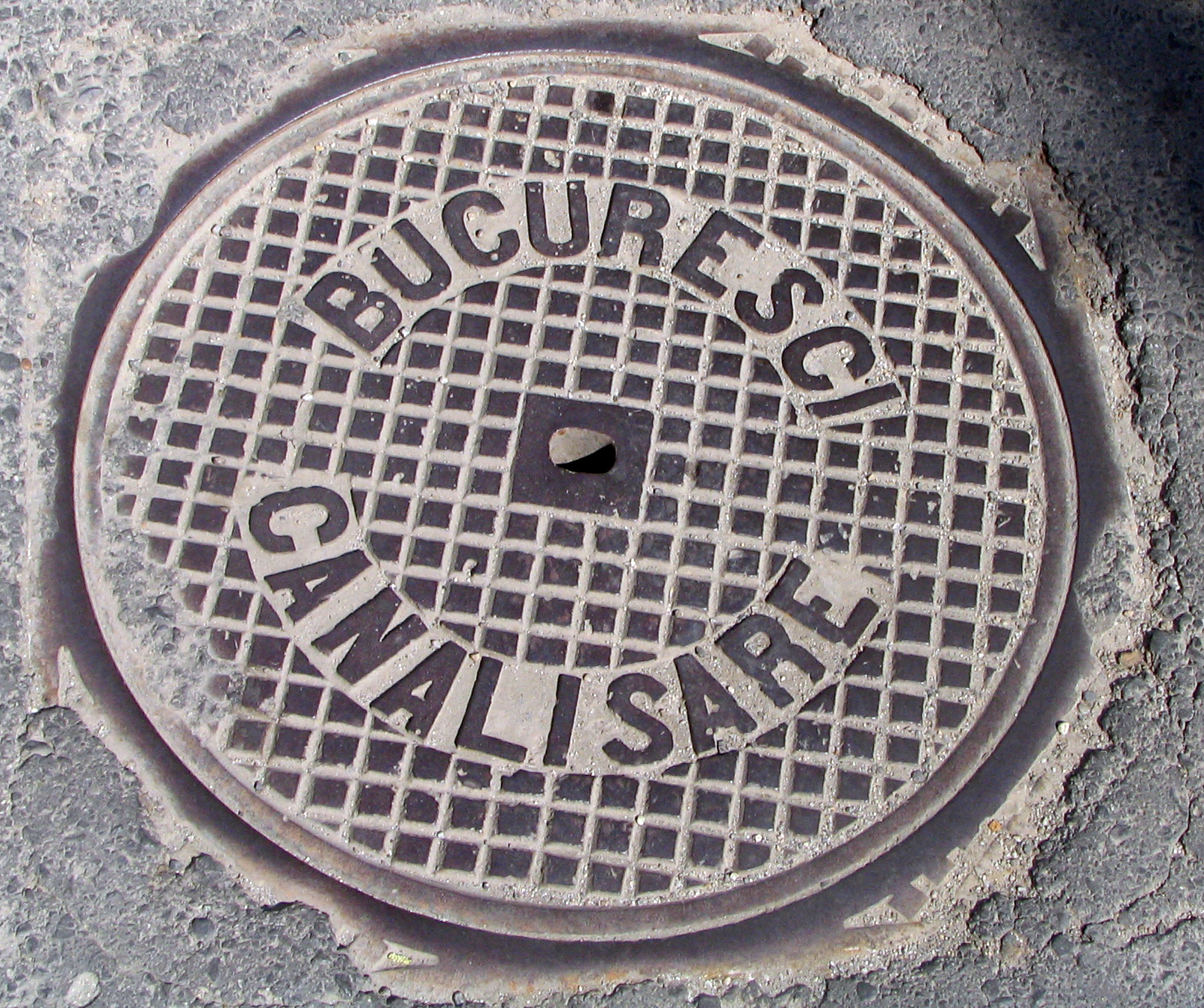
Antiga tapa de clavegaram de Bucarest inscrita segons la grafia etimològicament tendència de l'època, que diu BUCURESCI CANALISARE (que vol dir clavegueres de Bucarest). Compareu amb el BUCUREȘTI CANALIZARE d'avui.

Abans de la reforma ortogràfica de 1904, hi havia diverses lletres addicionals amb signes diacrítics.
- Vocals:
  - ĭ — i amb breu indicava la semivocal i com a part dels diftongs i triftongs romanesos ia, ei, iei, etc., o un so final "xiuxiuejat" de la consonant palatalitzada anterior, en paraules com București (/bu.kuˈreʃtʲ/), lupi (/lupʲ/ - "llops"), i greci (/ɡret͡ʃʲ/ - "grecs") — Bucurescĭ (l'ortografia pròpia de l'època utilitzava c en comptes de t, vegeu -ești), lupĭ, grecĭ, com l'eslavó suau signe. l'alfabet ciríl·lic moldau va mantenir els equivalents ciríl·lics d'aquesta lletra, és a dir, й i ь, però va ser abolit en l'alfabet llatí romanès per raons desconegudes. En substituir aquesta lletra per una simple i sense fer cap canvi addicional, el valor fonètic de la lletra i es va tornar ambigu; fins i tot els parlants nadius de vegades poden pronunciar malament paraules com el topònim Pecica (que té dues síl·labes, però sovint es pronuncia erròniament amb tres) o el nom Mavrogheni (que té quatre síl·labes, no tres). A més, en un nombre de paraules com ara "subjecte" Subiect[12] i Žiar "diari",[13] la pronunciació i com una vocal o com un semivowel és diferent entre els parlants.
  - ŭ — u amb breu només s'utilitzava a la terminació d'una paraula. Era essencialment un equivalent llatí de l'eslau backyer que es troba en idiomes com el rus. Sense pronunciar en la majoria dels casos, servia per indicar que la consonant anterior no estava palatalitzada, o que la i anterior era la vocal [i] i no un simple marcador de palatalització. Quan es pronunciava ŭ, seguia una vocal accentuada i substituïa la semivocal u, com en les paraules eŭ, aŭ, i meŭ, totes escrites avui sense la breu. Antigament freqüent, sobreviu avui en dia amb el nom de l'autor Mateiu Caragiale, escrit originalment Mateiŭ (no s'especifica si la pronunciació hauria d'adoptar una versió que ell mateix probablement mai va utilitzar, mentre que en moltes edicions encara se li atribueix com a Matei). En altres noms, només es va deixar caure la breu, tot conservant la pronunciació d'una semivocal u, com és el cas de BP Hasdeŭ.
  - ĕ — e amb breu. Aquesta lletra es substitueix ara per ă. L'existència de dues lletres per a un so, el schwa, tenia una finalitat etimològica, mostrant de quina vocal ("a" o "e") derivava originàriament. Per exemple împĕrat - "emperador" (< Imperator), vĕd - "veig" (<vedo), umĕr - "espatlla" (< húmer), păsĕri - "ocells" (< cf. passant).
  - é / É — lletra llatina minúscula/majúscula e amb accent agut indicava un so que correspon o bé al diftong romanès actual ea, o, en algunes paraules, a la lletra romanesa actual e. Originàriament indicaria el so de la lletra romanesa e quan es pronunciava com a diftong ea en certes regions romaneses, per exemple acéste (avui escrit aquests) i céle (avui escrit cele). Aquesta lletra de vegades indicaria una paraula derivada d'una paraula d'arrel romanesa que conté la lletra llatina e, com és el cas de mirésă (avui escrit mireasă) derivada de mire. En altres paraules, seria la base d'una relació entre una paraula romanesa i una paraula llatina que conté la lletra e, on la paraula romanesa utilitzaria é, com ara gréle (avui escrit grele) derivat de la paraula llatina grevis.
  - ó / Ó — Lletra llatina minúscula/majúscula o amb accent agut indicava un so que correspon al diftong romanès actual oa. Aquesta lletra de vegades indicaria una paraula derivada d'una paraula d'arrel romanesa que conté la lletra llatina o, com és el cas de popóre (avui escrit popoare) derivat de popor. En altres paraules, seria la base d'una relació entre una paraula romanesa i una paraula llatina que conté la lletra o, on la paraula romanesa utilitzaria ó, com fórte (avui escrit foarte) derivada de la paraula llatina forte.
  - ê, û i ô — vegeu Î versus Â la secció anterior.
- Consonants
  - d̦ / D̦ — lletra llatina minúscula/majúscula d amb coma a sota s'utilitzava per indicar el so que correspon avui a la lletra romanesa z. Indicaria que la paraula a la qual pertanyia derivava del llatí i que la seva lletra llatina corresponent era d. Exemples de paraules que contenen aquesta lletra són: d̦ece ("deu"), d̦i ("dia") - que reflecteix la seva derivació[14] de la paraula llatina dies, Dumned̦eu ("Déu") - que reflecteix[15] la frase llatina Domine Deus, d̦ână ("fada")[16] – que deriva de la paraula llatina Diana. A la llengua romanesa actual aquesta lletra ja no està present i s'utilitza la lletra llatina z en el seu lloc. S'ha produït un desenvolupament paral·lel en polonès, que va convertir d abans d'una vocal frontal (i o e) en dz.

### Altres diacrítics
Com en altres llengües, l'accent agut s'utilitza de vegades en els textos romanesos per indicar l'vocal accentuada en algunes paraules. Aquest ús és habitual en els encapçalaments del diccionari, però també es troba ocasionalment en textos editats amb cura per desambiguar entre homògrafs que no són també homòfons, com per diferenciar entre cópii ("còpies") i copíi ("nens"), éra ("l'època") i erá ("era"), ácele ("les agulles") i acéle ("aquelles"), etc. L'accent també distingeix entre les formes verbals homogràfiques, com ara încúie i încuié ("tanca" i "ha tancat").
En alguns préstecs es conserven els diacrítics: bourrée, pietà. Els noms estrangers també s'escriuen normalment amb els seus diacrítics originals: Bâle, Molière, fins i tot quan un accent agut es podria interpretar erròniament com a accentuació, com en István o Gérard. Tanmateix, els noms estrangers d'ús freqüent, com ara noms de ciutats o països, s'escriuen sovint sense diacrítics: Bogotà, Panamà, Perú.

## Tipografia digital

### ISO 8859

Ús incorrecte generalitzat dels diacrítics romanesos amb exemples

L'estàndard de codificació de caràcters ISO 8859 va definir inicialment una única pàgina de codis per a tota l'Europa central i oriental: ISO 8859-2. Aquesta pàgina de codis inclou només "s" i "t" amb cedillas. La ISO 8859-16 del sud-est d'Europa inclou "s" i "t" amb comes a continuació als mateixos llocs que "s" i "t" amb cedilla estaven a ISO 8859-2. La pàgina de codis ISO 8859-16 es va convertir en un estàndard després que Unicode es va generalitzar, però, per la qual cosa va ser ignorada en gran part pels venedors de programari.

### Unicode i HTML
Les lletres romaneses amb accent circumflex i breu formaven part de l'estàndard Unicode des dels seus inicis, així com les variants cedilla de s i t. Ș i ț (variants sota coma) es van afegir a la versió 3.0 d'Unicode. Des de la versió 3.0 d'Unicode fins a la versió 5.1, l'estàndard Unicode va especificar els caràcters que utilitzaven cedilla per ser "utilitzats tant en dades turques com romaneses" i que "es preferia una variant de glif amb coma a sota per al romanès"; Pel que fa als caràcters que utilitzen comes recentment codificats, deia que s'haurien d'utilitzar "quan calgui una cometa diferent a sota del formulari". Unicode 5.2 estableix explícitament que "la forma amb la cedilla es prefereix en turc, i la forma amb la coma a continuació es prefereix en romanès", mentre esmenta (possiblement per raons històriques) que "en turc i romanès, una cedilla i una coma a continuació de vegades substituir-se els uns als altres".
L'adopció generalitzada es va veure obstaculitzada durant alguns anys per la manca de tipus de lletra que proporcionen els nous glifos. El maig de 2007, cinc mesos després que Romania (i Bulgària) s'incorporessin a la UE, Microsoft va publicar fonts actualitzades que inclouen tots els glifos oficials de l'alfabet romanès (i búlgar). Aquesta actualització de tipus de lletra va dirigida a Windows XP SP2, Windows Server 2003 i Windows Vista. El subconjunt d'Unicode més compatible amb els sistemes Microsoft Windows, Windows Glyph List 4, encara no inclou les variants de S i T amb comes a sota.
| Fonema | Amb coma (oficial) | Amb coma (oficial)            | Amb coma (oficial) | Amb cedilla | Amb cedilla                   | Amb cedilla                    |
| Fonema | Personatge         | Unicode posició (hexadecimal) | Entitat HTML       | Personatge  | Unicode posició (hexadecimal) | Entitat HTML                   |
| ------ | ------------------ | ----------------------------- | ------------------ | ----------- | ----------------------------- | ------------------------------ |
| /ʃ/    | Ș                  | 0218                          | & #x218; o & #536; | Ş           | 015E                          | & Scedil; o & #x15E; o & #350; |
| /ʃ/    | ș                  | 0219                          | & #x219; o & #537; | ş           | 015F                          | & scedil; o & #x15F; o & #351; |
| /t͡s/   | Ț                  | 021A                          | & #x21A; o & #538; | Ţ           | 0162                          | & Tcedil; o & #x162; o & #354; |
| /t͡s/   | ț                  | 021B                          | & #x21B; o & #539; | ţ           | 0163                          | & tcedil; o & #x163; o & #355; |

Les vocals amb signes diacrítics es codifiquen de la següent manera:
| Fonema | Personatge | Unicode posició (hexadecimal) | Entitat HTML                  |
| ------ | ---------- | ----------------------------- | ----------------------------- |
| /ə/    | Ă          | 0102                          | & Abreu; o & #x102; o & #258; |
| /ə/    | ă          | 0103                          | & abreu; o & #x103; o & #259; |
| /ɨ/    | Â          | 00C2                          | & Acirc; o & #xC2; o & #194;  |
| /ɨ/    | â          | 00E2                          | & acirc; o & #xE2; o & #226;  |
| /ɨ/    | Î          | 00CE                          | & Icirc; o & #xCE; o & #206;  |
| /ɨ/    | î          | 00EE                          | & icirc; o & #xEE; o & #238;  |

#### Adobe/Linotype/Vista estàndard de facto

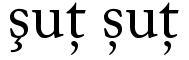
Glifs de cedilla inconsistents a Adobe Caslon (esquerra). La representació romanesa correcta (dreta) es pot obtenir activant la funció OpenType GSUB/latn/ROM/locl, que reasigna la s amb el glif cedilla a la coma a continuació. La representació de la dreta no es pot distingir visualment de la representació produïda pels punts de codi sota coma per a aquest tipus de lletra.

Adobe Systems va decidir que els glifos Unicode "t with cedilla" U+0162/3 no s'utilitzen en cap idioma. (De fet s'utilitza, però en molt poques llengües. La T amb Cedilla existeix com a part de l'alfabet general de les llengües del Camerun, en algunes ortografies gagauzes, en el dialecte cabil de la llengua berber i possiblement en altres llocs.) Per tant, Adobe ha substituït els glifs per "t amb coma a continuació" (U+021A/B) en tots els tipus de lletra que s'envien. La desafortunada conseqüència d'aquesta decisió és que els documents romanesos que utilitzen els punts Unicode (no oficials) U+015E/F i U+0162/3 (per ș i ț) es representen en tipus de lletra d'Adobe d'una manera visualment inconsistent utilitzant "s amb cedilla"., però "t amb coma" (vegeu la figura). Els tipus de lletra de linotip que admeten glifs romanesos segueixen majoritàriament aquesta convenció.
Els tipus de lletra introduïts per Microsoft a Windows Vista també implementen aquest estàndard d'Adobe de facto. Pocs tipus de lletra de Microsoft proporcionen un aspecte coherent quan s'utilitzen variants de cedilla; en destaquen Tahoma, Verdana, Trebuchet MS, Microsoft Sans Serif i Segoe UI.
Els tipus de lletra gratuïts DejaVu i Linux Libertine proporcionen glifs adequats i coherents en ambdues variants. Els tipus de lletra Liberation de Red Hat només admeten les comes a continuació de les variants que comencen amb la versió 1.04, programada per incloure's a Fedora 10.

#### Funció OpenTypeROM/locl
Alguns tipus de lletra OpenType d'Adobe i tots els tipus de lletra de la sèrie C Vista implementen la funció opcional OpenType GSUB/latn/ROM/locl. Aquesta característica obliga a representar "s amb cedilla" amb el mateix glif que "s amb coma a continuació". Quan es produeix aquesta segona reasignació (però opcional), el text Unicode romanès es representa amb glifs sota coma independentment de les variants de punt de codi.
Malauradament, la majoria de tipus de lletra OpenType de Microsoft anteriors a Vista (Arial, etc.) no implementen la funció ROM/locl, fins i tot després de l'actualització de la font d'expansió de la Unió Europea manera que els documents antics semblaran inconsistents com a la part esquerra de la figura anterior.. Seleccioneu uns quants tipus de lletra, p Verdana i Trebuchet MS, no només tenen un aspecte coherent de les variants de cedilla (després de l'actualització de la UE), sinó que també fan una reasignació simultània de cedilla s i t a variants sota comes quan s'activa ROM/locl Els tipus de lletra gratuïts DejaVu i Linux Libertine encara no ofereixen aquesta funció en les seves versions actuals, però les versions de desenvolupament sí.
Pango admet l'etiqueta locl des de la versió 1.17. XeTeX admet locl des de la versió 0.995. El juliol de 2008, molt poques aplicacions de Windows admeten l'etiqueta de funció locl Des de l'suite Adobe CS3, només InDesign té suport.
L'estat del suport romanès als tipus de lletra gratuïts que s'envien amb Fedora es manté a Fedoraproject.org.

#### Combinant personatges
Unicode també permet que els signes diacrítics es representin com a signes diacrítics combinats separats. Els accents de combinació rellevants són U+0326 COMBINING COMMA BELOW i U+0327 COMBINING CEDILLA. El suport per a l'aplicació d'una combinació de Comma Below a les lletres S i T pot haver estat poc compatible amb els tipus de lletra comercials en el passat, però gairebé tots els tipus de lletra moderns poden gestionar amb èxit les marques Cedilla i Comma Below per a S i T. Igual que amb tots els tipus de lletra, els tipus de lletra la qualitat pot variar i, per tant, és preferible utilitzar els punts de codi únics. Sempre que s'utilitzi un signe diacrític combinant en un document, s'ha de provar el tipus de lletra que s'utilitza per confirmar que es representa de manera acceptable.

### (La)TeX
LaTeX permet la composició en romanès utilitzant la cedilla Ş i Ţ utilitzant la codificació Cork. Les variants de la coma a continuació no s'admeten completament a les codificacions estàndard de tipus de lletra TeX de 8 bits. La manca d'un LICR estàndard (LaTeX Internal Character Representations) per a la coma sota Ș i Ț és part del problema. El latin10 intenta solucionar el problema mitjançant la definició de l'accent LICR \textcommabelow. Malauradament, això no és compatible amb el mètode d'entrada utf8

El problema es pot solucionar parcialment en un document LaTeX utilitzant aquests paràmetres, que permetrien l'ús de ș, ț o les seves variants de cedilla directament a la font LaTeX:
```
\usepackage[latin10,utf8]{inputenc}

% transliterates utf8 chars with çedila at their comma-below representation
\DeclareUnicodeCharacter{015F}{\textcommabelow s} % ş
\DeclareUnicodeCharacter{015E}{\textcommabelow S} % Ş
\DeclareUnicodeCharacter{0163}{\textcommabelow t} % ţ
\DeclareUnicodeCharacter{0162}{\textcommabelow T} % Ţ

% transliterates utf8 comma-below characters to the comma-below representation
\DeclareUnicodeCharacter{0219}{\textcommabelow s} % ș
\DeclareUnicodeCharacter{0218}{\textcommabelow S} % Ș
\DeclareUnicodeCharacter{021B}{\textcommabelow t} % ț
\DeclareUnicodeCharacter{021A}{\textcommabelow T} % Ț

```

El latin10 compon els glifos de la coma sota superposant una coma i les lletres S i T. Aquest mètode només és adequat per a la impressió. En els documents PDF produïts d'aquesta manera, la cerca o la còpia de text no funciona correctament. La codificació polonesa QX té cert suport per als glifos de coma sota, que estan mal mapejats als LICR de cedilla, però també no té A breu (Ă), que sempre ha de ser compost, per tant no es pot cercar.
A les fonts llatines Modern Type 1, la T amb coma a continuació es troba sota el nom AGL /Tcommaaccent. Això està en contradicció amb la decisió d'Adobe comentada anteriorment, que posa una T amb coma a continuació a /Tcedilla. En conseqüència, cap mapeig fix pot funcionar en tots els tipus de lletra de tipus 1; cada tipus de lletra ha de venir amb el seu propi mapa. Malauradament, els controladors de sortida de TeX, com dvips, dvipdfm o el controlador PDF intern de pdfTeX, accedeixen als glifos pel nom AGL. Com que tots els controladors de sortida esmentats desconeixen aquesta peculiaritat, el problema és essencialment insoluble en tots els tipus de lletra. En conseqüència, cal utilitzar tipus de lletra que incloguin un mapeig que TeX no omet. Aquest és el cas del nou motor TeX XeTeX, que pot utilitzar tipus de lletra Unicode OpenType i no passa per alt el mapa Unicode del tipus de lletra.

### Disposició del teclat
Els sistemes operatius d'ordinador moderns es poden configurar per implementar un disseny de teclat romanès estàndard, per permetre escriure en qualsevol teclat com si fos un teclat romanès.
 
En sistemes com Linux que utilitzen el sistema XCompose, les lletres romaneses es poden escriure des d'un disseny de teclat no romanès mitjançant una tecla de composició. La disposició del teclat del sistema s'ha de configurar per utilitzar una tecla de redacció. (Com s'aconsegueix això exactament depèn de la distribució.) Per exemple, la tecla 'Alt esquerra' s'utilitza sovint com a clau de redacció.
Per escriure una lletra amb un signe diacrític, es manté premuda la tecla de redacció mentre s'escriu una altra tecla, indica la marca que s'ha d'aplicar i després s'escriu la lletra base. Per exemple, quan utilitzeu una disposició de teclat anglès (EUA), per produir ț, manteniu premuda la tecla de redacció mentre escriviu punt i coma ";", després deixeu anar la tecla de composició i escriviu "t". Altres marques es poden aplicar de la mateixa manera:
| Lletra | Clau de marca | Lletra base | Nota            |
| ------ | ------------- | ----------- | --------------- |
| ț      | ;             | t           |                 |
| ă      | U             | a           | shift-u per a U |
| î      | ^             | i           | Maj-6 per ^     |

## Alfabet fonètic
Hi ha un equivalent romanès a l'alfabet fonètic de l'OTAN en llengua anglesa. La majoria de paraules en codi són noms de pila, a excepció de K, J, Q, W i Y. Les lletres amb diacrítics (Ă, Â, Î, Ș, Ț) es transmeten generalment sense signes diacrítics (A, A, I, S, T).
|    | Paraula    | IPA (no oficial) |
| -- | ---------- | ---------------- |
| A  | Ana        | /ˈa.na/          |
| B  | Barbu      | /ˈbar.bu/        |
| C  | Constantin | /kon.stanˈtin/   |
| D  | Dumitru    | /duˈmi.tru/      |
| E  | Elena      | /eˈle.na/        |
| F  | Florea     | /ˈflo.re̯a/       |
| G  | Gheorghe   | /ˈɡe̯or.ɡe/       |
| H  | Haralambie | /ha.raˈlam.bi.e/ |
| jo | Ion        | /iˈon/           |
| J  | Jiu        | /ʒiw/            |
| K  | kilogram   | /ki.loˈɡram/     |
| L  | Lazăr      | /ˈla.zər/        |
| M  | Maria      | /maˈri.a/        |

|   | Paraula | IPA (no oficial) |
| - | ------- | ---------------- |
| N | Nicolae | /ni.koˈla.e/     |
| O | Olga    | /ˈol.ɡa/         |
| P | Petre   | /ˈpe.tre/        |
| Q | Q       | /kju/            |
| R | Radu    | /ˈra.du/         |
| S | Sandu   | /ˈsan.du/        |
| T | Tudor   | /ˈtu.dor/        |
| U | Udrea   | /ˈu.dre̯a/        |
| V | Vasile  | /vaˈsi.le/       |
| W | dublu V | /du.bluˈve/      |
| X | Xenia   | /ˈkse.ni.a/      |
| Y | I grec  | /ˈi.ɡrek/        |
| Z | Zamfir  | /ˈzam.fir/       |

- Alfabet aromà
- Alfabet istroromanès
- Alfabet megleno-romanès
- Alfabet de transició romanès
- Alfabet ciríl·lic romanès
- Braille romanès